# 月岡カリオンパーク
月岡カリオンパーク（つきおかカリオンパーク）は、新潟県新発田市月岡温泉にある公園である。

## 概要
旧豊浦町が観光や災害時の避難場所として1995年（平成7年）に開設した。「恋人の聖地百選」に選ばれている。
「カリオン」は「大きな鐘」という意味であり、公園のシンボル「カリオンタワー」に取り付けられた鐘が定期的に音を奏でる。

## 施設
園内には以下の施設が所在する。
- カリオンタワー
- カリオンホール - 結婚式場。
- 刀剣伝承館・天田昭次記念館 - 豊浦地区出身の人間国宝・天田昭次氏制作の刀剣などを収蔵。
- 手造りガラスびいどろ - ガラス細工を体験できる施設。

## アクセス
月岡温泉#アクセスを参照。